# Козенков Рудольф Костянтинович
Рудольф Костянтинович Козенков (рос. Рудольф Константинович Козенков; нар. 22 березня 1936, Куйбишев, РРФСР) — радянський футболіст та тренер, виступав на позиції захисника.

## Кар'єра гравця
Займатися футболом Козенков починав у рідному Куйбишеві (нині Самара), у футбольній секції при заводі імені Тарасова. У 1954 році, молодого, чіпкого захисника почали залучати до ігор молодіжного складу головної команди міста «Крила Рад». Незабаром футболіст був призваний до армії й направлений в Київський військовий округ, де грав за армійські колективи, а через деякий час став виступати за команду київського ОСК (Окружний спортивний клуб), в складі якої дебютував у матчах команд майстрів.
Повернувшись в Куйбишев, Рудольф став гравцем дублюючого складу «Крила Рад». За основний склад команди захисник дебютував 19 вересня 1959, в виїзному поєдинку проти московського «Спартака», який проходив на Центральному стадіоні імені Леніна при 70-тисячній глядацькій аудиторії, в якому команда Козенкова, який відіграв весь матч, поступилася досвідченому супернику з рахунком 0:1. У наступному сезоні Козенков зіграв в елітному дивізіоні ще 5 поєдинків, але більшу частину першості провів у команді резервістів.
Не маючи стабільного місця в стартовому складі, захисник вирішує покинути куйбишевську команду, виїхавши в Україну, де продовжив кар'єру в сєверодонецькому «Хіміку», який виступав у класі «Б». У 1963 році Козенков переходить у черкаський «Колгоспник», де був обраний капітаном команди. За свій новий колектив захисник провів небагато матчів. Спочатку був конфлікт із тренером Дмитром Алімовим, який очолював у цей період команду (справа дійшла до публікації в центральному спортивному виданні, газеті «Радянський спорт», де критикувалися методи роботи наставника), а потім у виїзному поєдинку проти івано-франківського «Спартака», Козенков отримав серйозну травму (перелом ноги), після якої футболіст був змушений і зовсім завершити ігрову кар'єру у великому футболі.
Згодом, відновившись після травм, уже працюючи дитячим тренером, продовжив грати в аматорській команді «Локомотив» (Сміла), в складі якої ставав переможцем Всесоюзного першості серед команд спортивного товариства «Локомотив», і багаторазовим переможцем першості Черкаської області.

## Кар'єра тренера
На тренерській роботі з 1964 року. Працював у смілянській ДЮСШ, а потім у ДЮСШ № 1 міста Черкаси, де був тренером, а потім завучем спортшколи, в якій працював до 1977 року, після чого перейшов до тренерського штабу команди майстрів «Дніпро» (Черкаси), будучи помічником головного тренера Бориса Усенка. У сезонах 1979-1981 років тренував аматорську команду ВО «Хімволокно», з якою в 1980 році вигравав Кубок Черкаської області. У 1981 році повернувся в черкаський «Дніпро», який очолив Віктор Жилін, був другим тренером і начальником команди. Цей період став найуспішнішим для черкаського колективу за час виступів у союзному першості другої ліги. Тренерському штабу вдалося створити боєздатний колектив, вивести команду із зони аутсайдерів і в 1982 році «Дніпро» фінішував на 8 місці в турнірній таблиці. Але через рік Жилін покинув пост старшого тренера, повернувшись до Києва, разом з ним пішли і його помічники. Рудольф Костянтинович знову повернувся до роботи з юними футболістами, з 1983 року тренуючи дітей в ДЮСШ «Дніпро-80».
У травні 1989 року, після того як черкаський «Дніпро» покинув його попередній наставник — В'ячеслав Першин, старшим тренером команди був призначений Рудольф Козенков, який очолював колектив до серпня 1990 року, після чого передав посаду головного тренера Віктору Жиліну, який повернувся в Черкаси, й продовжив працювати тренером в дитячо-юнацькому футболі.

## Освіта
Закінчив Черкаський педагогічний інститут (1969)